# Chouain
Chouain är en kommun i departementet Calvados i regionen Normandie i norra Frankrike. Kommunen ligger i kantonen Balleroy som ligger i arrondissementet Bayeux. År 2022 hade Chouain 234 invånare.

## Befolkningsutveckling
Antalet invånare i kommunen Chouain
Referens: INSEE